# Malang Diedhiou
Malang Diedhiou (* 30. dubna 1973 Badiana) je fotbalový rozhodčí ze Senegalu.

## Život
Malang Diedhiou se narodil 30. dubna 1973 ve vesnici Badiana v Senegalu.
Roku 2008 se stal mezinárodním rozhodčím FIFA. Soudcoval zápasy na Africkém poháru národů 2015 v Rovníkové Guineji, turnaji mužů na LOH 2016 a Africkém poháru národů 2017. Na Konfederačním poháru FIFA 2017 sloužil jako video asistent rozhodčího. Účastnil se též jako rozhodčí na Mistrovství světa ve fotbale klubů 2017 v SAE a Mistrovství světa ve fotbale 2018 v Rusku.

## Soudcovaná utkání na MS ve fotbale 2018
| Fáze              | Datum            | Místo                        | Domácí    | Hosté    | Výsledek |
| ----------------- | ---------------- | ---------------------------- | --------- | -------- | -------- |
| utkání ve skupině | 17. června 2018  | Samara Arena, Samara         | Kostarika | Srbsko   | 0:1      |
| utkání ve skupině | 25. června 2018  | Samara Arena, Samara         | Uruguay   | Rusko    | 3:0      |
| osmifinále        | 2. července 2018 | Rostov Arena, Rostov na Donu | Belgie    | Japonsko | 3:2      |